# Ро Персея
Ро Персея (ρ Per, ρ Persei, Горгонеа Терция) — полуправильная переменная звезда в созвездии Персея. Имеет историческое название Горгонеа Терция от греческого Γοργόνιον —  «третья Горгона». Входит в астеризм Голова Горгоны (или Голова Медузы). В древности, однако, этот астеризм иногда выделялся как самостоятельное созвездие.
Ро Персея довольно холодный (3 460 K) красный яркий гигант, имеющий среднюю звёздную величину +3,39m спектрального класса M4. Находясь на расстоянии 317 световых лет он излучает в 3470 раз больше энергии чем Солнце, причём большая часть этого излучения приходится на инфракрасную область спектра. Температура и яркость показывают, что радиус звезды в 164 раза больше солнечного, в то время как прямые измерения углового диаметра дают значение 157 солнечных радиусов.
Обладая массой в три солнечных и имея возраст 440 млн лет Ро Персея увеличивает яркость второй раз за свою жизнь. Первое увеличение яркости было когда в ядре выгорел весь водород и ядро стало гелиевым. В настоящее время Ро Персея становится всё более ярким и увеличивающимся в размерах в то время как в его ядре углерод и кислород синтезируется из гелия. Ро Персея — полуправильная переменная звезда типа SRB, которая меняет яркость с периодом 50 и 1100 дней, от 3.3m до 4.0m, то есть достаточно чтобы быть замеченным невооруженным глазом. Приближаясь к последней стадии своей жизни, Ро Персея теряет массу, и в ближайшее время (через несколько сотен миллионов лет) сбросит внешнюю оболочку и станет белым карликом.
Принадлежит к движущейся группе Дзеты Геркулеса.